# 関東管区警察学校
関東管区警察学校（かんとうかんくけいさつがっこう）は、関東管区警察局の機関のひとつ。関東管区警察局職員、関東管区警察局の管轄に加えて警視庁及び皇宮警察の巡査部長および警部補昇任者への教養を実施するほか、国家公務員採用試験に合格して巡査部長の階級で採用された警察官の初任教養、専門実務の運用に関する教育・研究・調査を任務としている。

## 所在地
- 東京都小平市喜平町2丁目5-1　(北緯35度43分05.7秒 東経139度29分09.8秒 / 北緯35.718250度 東経139.486056度座標: 北緯35度43分05.7秒 東経139度29分09.8秒 / 北緯35.718250度 東経139.486056度)。

## 沿革
- 1947年（昭和22年）7月：東京地方警察学校創設
- 1948年（昭和23年）3月：東京管区警察学校開設
- 1954年（昭和29年）7月：関東管区警察学校に改称

## 本校の組織
- 庶務部
  - 庶務課
  - 会計課
- 教務部
  - 教務科
  - 生活安全刑事教官室
  - 交通警備教官室
- 指導部
  - 学生科
  - 警務術科教官室

## 教養課程
- 初任幹部科
- 警部補任用科
- 巡査部長任用科
- 係長任用科
- 主任任用科
- 専科
- 関東管区機動隊